# Јосип Чубрић
Јосип Чубрић (Пировац, код Шибеника, 1912 — Тисовци, код Вареша, 19. децембар 1941) био је учесник Шпанског грађанског рата и Народноослободилачке борбе.

## Биографија
После завршеног механичарског заната, отишао је у Машинску подофицирску школу Југословенске војске. Због лошег односа старешина према питомцима, напустио је школу и 1929. године отишао у Белгију. Тамо је радио у једној фабрици и постао члан Синдиката, а касније и синдикални руководилац.
Јануара 1937. године, као члан Комунистичке партије Белгије, отишао је у Шпанију, где се на страни Републиканске армије, борио у Шпанском грађанском рату. Био је најпре борац батаљона „Димитров“. На мадридском фронту је био теже рањен. Августа 1937. године организовао је Коњичку бригаду, која је касније постала једна од најелитнијих јединица Шпанске републиканске армије. Он је био командант те јединице и с њом учествовао у најтежим окршајима. Касније је унапређен у чин капетана и постављен за инструктора свих Интернационалних коњичких бригада. Као знак посебног признања добио је Плакету интернационалних бригада.
После пораза Републиканске армије, 1939. године, заједно са другим борцима Интернационалних бригада, прешао је у Француску, где је био заточен у концентрационом логору „Гирс“. Године 1941. заједно са групом шпанских добровољаца из Југославије, успео је да се преко Немачке пребаци, у тада већ окупирану Југославију. По доласку у Загреб, Анка Берус га је упутила у Сарајево са задатком да учествује у припремама за подизање устанка.
У току лета 1941. године, учествовао је у формирању првих партизанских јединица на подручју Вареша, а када је на Романији формиран Партизански одред „Звијезда“ постављен је за политичког комесара. Активно је учествовао у преговорима са четничким јединицама око заједничке борбе против окупатора. Крајем 1941. године, на овом подручју је дошло до озбиљне кризе Народноослободилачког покрета и борци неколико пута прелазе из партизанских у четничке јединице и обратно.
Јосип је убијен 19. децембра 1941. године, у селу Тисовцима, код Вареша, од старне једног прочетнички оријентисаног партизана члана Штаба одреда. После његове погибије, функцију политичког комесара одреда преузео је Хасан Бркић.